# Zarza Capilla
Zarza Capilla är en ort i Spanien.   Den ligger i provinsen Provincia de Badajoz och regionen Extremadura, i den centrala delen av landet, 220 km sydväst om huvudstaden Madrid. Zarza Capilla ligger 590 meter över havet och antalet invånare är 445.
Terrängen runt Zarza Capilla är kuperad åt sydost, men åt nordväst är den platt. Zarza Capilla ligger uppe på en höjd. Runt Zarza Capilla är det mycket glesbefolkat, med 6 invånare per kvadratkilometer. Närmaste större samhälle är Cabeza del Buey, 10,9 km sydväst om Zarza Capilla. Trakten runt Zarza Capilla består till största delen av jordbruksmark.